# Eleições europeias de 2014 em Matosinhos

## Resultados Oficiais
| Partido                 | Partido                               | Votos   | %               | +/-  |
| ----------------------- | ------------------------------------- | ------- | --------------- | ---- |
|                         | Partido Socialista                    | 21 313  | 35,94 / 100,00  | 0,70 |
|                         | Aliança Portugal                      | 13 315  | 22,46 / 100,00  | 9,96 |
|                         | Coligação Democrática Unitária        | 6 598   | 11,13 / 100,00  | 2,68 |
|                         | Partido da Terra                      | 5 145   | 8,68 / 100,00   | 8,20 |
|                         | Bloco de Esquerda                     | 3 490   | 5,89 / 100,00   | 7,09 |
|                         | LIVRE                                 | 1 457   | 2,46 / 100,00   | Novo |
|                         | Partido pelos Animais e pela Natureza | 1 181   | 1,99 / 100,00   | Novo |
|                         | PCTP/MRPP                             | 952     | 1,61 / 100,00   | 0,63 |
|                         | Outros                                | 1 586   | 2,69 / 100,00   |      |
| Votos Inválidos         | Votos Inválidos                       | 4 257   | 7,18 / 100,00   | 0,95 |
| Total                   | Total                                 | 59 294  | 100,00 / 100,00 |      |
| Eleitorado/Participação | Eleitorado/Participação               | 150 626 | 39,37 / 100,00  | 2,88 |

## Resultados por Freguesia
Os resultados seguintes referem-se aos partidos que obtiveram mais de 1,00% dos votos:
| Freguesia                               | %     | %     | %     | %    | %    | %    | %    | %    | Votantes |
| Freguesia                               | PS    | AP    | CDU   | MPT  | BE   | L    | PAN  | PCTP | Votantes |
| --------------------------------------- | ----- | ----- | ----- | ---- | ---- | ---- | ---- | ---- | -------- |
| Custóias, Leça do Balio e Guifões       | 39,12 | 19,09 | 11,61 | 8,43 | 5,81 | 2,19 | 1,85 | 1,74 | 14 673   |
| Matosinhos e Leça da Palmeira           | 34,79 | 25,70 | 10,02 | 8,49 | 5,72 | 2,92 | 2,01 | 1,32 | 17 302   |
| Perafita, Lavra e Santa Cruz do Bispo   | 39,55 | 21,83 | 8,69  | 8,84 | 5,12 | 1,80 | 1,81 | 1,88 | 9 628    |
| São Mamede de Infesta e Senhora da Hora | 32,47 | 22,42 | 13,13 | 8,98 | 6,53 | 2,58 | 2,19 | 1,62 | 17 691   |
| Matosinhos                              | 35,94 | 22,46 | 11,13 | 8,68 | 5,89 | 2,46 | 1,99 | 1,61 | 59 294   |

#### Custóias, Leça do Balio e Guifões
| Partido                 | Partido                               | Votos  | %               |
| ----------------------- | ------------------------------------- | ------ | --------------- |
|                         | Partido Socialista                    | 5 740  | 39,12 / 100,00  |
|                         | Aliança Portugal                      | 2 801  | 19,09 / 100,00  |
|                         | Coligação Democrática Unitária        | 1 704  | 11,61 / 100,00  |
|                         | Partido da Terra                      | 1 237  | 8,43 / 100,00   |
|                         | Bloco de Esquerda                     | 852    | 5,81 / 100,00   |
|                         | LIVRE                                 | 321    | 2,19 / 100,00   |
|                         | Partido pelos Animais e pela Natureza | 272    | 1,85 / 100,00   |
|                         | PCTP/MRPP                             | 255    | 1,74 / 100,00   |
|                         | Outros                                | 435    | 2,98 / 100,00   |
| Votos Inválidos         | Votos Inválidos                       | 1 056  | 7,19 / 100,00   |
| Total                   | Total                                 | 14 673 | 100,00 / 100,00 |
| Eleitorado/Participação | Eleitorado/Participação               | 37 196 | 39,45 / 100,00  |

#### Matosinhos e Leça da Palmeira
| Partido                 | Partido                               | Votos  | %               |
| ----------------------- | ------------------------------------- | ------ | --------------- |
|                         | Partido Socialista                    | 6 020  | 34,79 / 100,00  |
|                         | Aliança Portugal                      | 4 446  | 25,70 / 100,00  |
|                         | Coligação Democrática Unitária        | 1 734  | 10,02 / 100,00  |
|                         | Partido da Terra                      | 1 469  | 8,49 / 100,00   |
|                         | Bloco de Esquerda                     | 989    | 5,72 / 100,00   |
|                         | LIVRE                                 | 506    | 2,92 / 100,00   |
|                         | Partido pelos Animais e pela Natureza | 347    | 2,01 / 100,00   |
|                         | PCTP/MRPP                             | 229    | 1,32 / 100,00   |
|                         | Outros                                | 397    | 2,30 / 100,00   |
| Votos Inválidos         | Votos Inválidos                       | 1 165  | 7,74 / 100,00   |
| Total                   | Total                                 | 17 302 | 100,00 / 100,00 |
| Eleitorado/Participação | Eleitorado/Participação               | 43 746 | 39,55 / 100,00  |

#### Perafita, Lavra e Santa Cruz do Bispo
| Partido                 | Partido                               | Votos  | %               |
| ----------------------- | ------------------------------------- | ------ | --------------- |
|                         | Partido Socialista                    | 3 808  | 39,55 / 100,00  |
|                         | Aliança Portugal                      | 2 102  | 21,83 / 100,00  |
|                         | Partido da Terra                      | 851    | 8,84 / 100,00   |
|                         | Coligação Democrática Unitária        | 837    | 8,69 / 100,00   |
|                         | Bloco de Esquerda                     | 493    | 5,12 / 100,00   |
|                         | PCTP/MRPP                             | 181    | 1,88 / 100,00   |
|                         | Partido pelos Animais e pela Natureza | 174    | 1,81 / 100,00   |
|                         | LIVRE                                 | 173    | 1,80 / 100,00   |
|                         | Outros                                | 334    | 3,48 / 100,00   |
| Votos Inválidos         | Votos Inválidos                       | 675    | 7,01 / 100,00   |
| Total                   | Total                                 | 9 628  | 100,00 / 100,00 |
| Eleitorado/Participação | Eleitorado/Participação               | 25 533 | 37,71 / 100,00  |

#### São Mamede de Infesta e Senhora da Hora
| Partido                 | Partido                               | Votos  | %               |
| ----------------------- | ------------------------------------- | ------ | --------------- |
|                         | Partido Socialista                    | 5 745  | 32,47 / 100,00  |
|                         | Aliança Portugal                      | 3 966  | 22,42 / 100,00  |
|                         | Coligação Democrática Unitária        | 2 323  | 13,13 / 100,00  |
|                         | Partido da Terra                      | 1 588  | 8,98 / 100,00   |
|                         | Bloco de Esquerda                     | 1 156  | 6,53 / 100,00   |
|                         | LIVRE                                 | 457    | 2,58 / 100,00   |
|                         | Partido pelos Animais e pela Natureza | 388    | 2,19 / 100,00   |
|                         | PCTP/MRPP                             | 287    | 1,62 / 100,00   |
|                         | Outros                                | 420    | 2,38 / 100,00   |
| Votos Inválidos         | Votos Inválidos                       | 1 361  | 7,69 / 100,00   |
| Total                   | Total                                 | 17 691 | 100,00 / 100,00 |
| Eleitorado/Participação | Eleitorado/Participação               | 44 151 | 40,07 / 100,00  |